# El seductor de Granada
El seductor de Granada es una película coproducción de Argentina y España filmada en blanco y negro dirigida por Lucas Demare sobre un argumento y diálogos de Sixto Pondal Rios y Nicolás Olivari que se estrenó en España el 1 de septiembre de 1953 y que tuvo como actores principales a Luis Sandrini, Valeriano Andres, Malvina Pastorino, Felix Dafauce y Fernando Fernández de Córdoba. Tuvo los títulos alternativos de A la buena de Dios y de El vampiro de Granada.

## Sinopsis
Triángulo amoroso entre un mozo de cuadras argentino, la hermana de un estanciero argentino para el que trabaja y un joven español al que ambos conocen en un viaje de vacaciones a Granada.

## Reparto
- Luis Sandrini ... Valentín
- Valeriano Andres
- Inocencio Barban
- Ruben Rojo
- Malvina Pastorino ... Maruja
- Guillermo Mendez
- Arturo Marin
- Casimiro Hurtado
- Felix Dafauce
- Juan Cazalilla
- Eloisa Muro
- Fernando Fernández de Córdoba
- Lina Canalejas
- Jose Sepulveda
- Jose Moratalla
- Concha López Silva
- Carmen Pérez Gallo
- Santiago Rivero
- Carlos Blanquet